# Rechtsrock
Rechtsrock (auch RechtsRock geschrieben) ist die Bezeichnung für Rockmusik, die als Vehikel für rechtsextremes und neonazistisches Gedankengut benutzt wird. 

## Das Phänomen des Rechtsrock
Rechtsrock umfasst eine Fülle von Genres. Ausgehend von Raabe und Dornbusch wird die Bezeichnung für „jede Form von popkulturell verorteter Musik, die sich selbst im Dienst der politischen Bewegung der extremen Rechten stellt oder zumindest erkennbar positiven Bezug darauf nimmt“ genutzt. In dem 2002 erschienenen Sammelband RechtsRock von Raabe und Langenbach unterscheidet das Verzeichnis RechtsRock-Bands exemplarisch zwischen dem „klassischen RechtsRock-Bereich“ und Interpreten, die sich vom „üblichen RAC/Oi-Stil“ abheben.
Rechtsrock vermittelt rechtsextremes, neonazistisches und rassistisches Gedankengut auf unterschiedliche Art und Weise. Hierbei fungiert der Rechtsrock als Mittel, Jugendliche für dieses Gedankengut zu öffnen und dauerhaft zu gewinnen. Der Kern sind die Texte, die sich oft mit simpler, geradliniger Reimform gegen Staatsorgane, Linke oder Ausländer richten und zum „Widerstand“ gegen diese aufrufen sowie Deutschland und seine NS-Vergangenheit glorifizieren. Daneben spielen manche Rechtsrockbands auch Lieder, die sich um eher allgemeine Themen wie Liebe, Freundschaft oder Fußball drehen. Die musikalische Instrumentierung reicht von professionell bis zu künstlerisch sehr anspruchslosem Arrangement.
Rechtsrock wird nicht ausschließlich von musikalischen Laien gespielt. Produktionen verschiedener heutiger Rechtsrock-Bands sind professionell aufgenommen und kaum noch vergleichbar mit dem Rechtsrock der frühen 1980er- und 1990er-Jahre. Oft wird dem Hörer die wahre Gesinnung dieser Bands und derer Lieder kaum bewusst, weshalb diese Bands auch teilweise im unpolitischen Umfeld Fuß fassen. Paradoxerweise leugnen einige dieser Bands eine nationalsozialistische Gesinnung, bekennen sich aber in Liedern offen oder zwischen den Zeilen zu dieser. Zum Beispiel äußert sich die Band Sturmwehr auf den legal erhältlichen Tonträgern zwar als nationalistisch, grenzt sich aber vom Nationalsozialismus ab, wohingegen Sturm 18, ein Nebenprojekt der Band, offen nationalsozialistische Texte propagiert. Die verwendeten Symbole, das Design der CD-Hüllen, die Musik-Videos sowie das Auftreten der Bandmitglieder bei Konzerten und deren Aussagen in Interviews kennzeichnen das Genre. Vertrieben wird der Rechtsrock durch szeneeigene Labels, Mailorder, Fanzines und Magazine. Daneben wird er auch direkt bei Konzerten und Partys und über so genannte „Szeneläden“ vertrieben.

## Geschichte des Rechtsrock
Rechtsrock ist ein Phänomen, das erst seit den frühen 1980er-Jahren existiert. Vorreiter waren hier Skrewdriver aus Großbritannien. Vorher gab es zwar auch rechtsextreme Musik, doch waren die Lieder vom Stil her Marschmusik und sprachen so eher Altnazis und weniger Jugendliche an.
Anfang der 1980er traten erstmals Bands auf, die neonazistische Botschaften über Lieder im Punk-Rock-Stil verbreiteten. Die Skinhead-Szene breitete sich zunächst in den Hooligan-Kreisen aus, aber langsam drangen der englische Oi! und neonazistische Bands wie Skrewdriver auch in die deutsche Punk-Szene vor. Die ersten deutschen Skinhead-Bands wie Herbärds und Die Alliierten verstanden sich eher als links oder unpolitisch, doch gründeten sich auch eindeutig neonazistische Bands wie Kraft durch Froide. Als eine der ersten Veröffentlichungen im Rechtsrock – abgesehen von den erfolglosen Ragnaröck Ende der 1970er – wird das Debütalbum Der nette Mann von den Böhsen Onkelz angesehen. Es wurde 1986 zunächst indiziert und später auf Grundlage des § 131 StGB (Gewaltdarstellung) beschlagnahmt. Begründet wurde die Indizierung damit, dass die Lieder nationalsozialistisches Gedankengut propagieren, zu Gewalt aufrufen und pornographische Inhalte haben. Das Album enthält mehrere patriotische Lieder wie Deutschland und die Fußball-Hymne Frankreich 84, jedoch keine nationalsozialistischen Inhalte, wie es die BPjS fälschlicherweise behauptete. Es erschien auf dem Label Rock-O-Rama, das ursprünglich Punkrock verlegte und schon bald zu einem Vorreiter in Sachen Rechtsrock wurde. Unter anderem wurden die frühen Alben von Skrewdriver, Störkraft und Endstufe dort verlegt. Der Rechtsrock verbreitete sich dann auch vor allem über Rock-o-Rama und Labels wie Metal Enterprises, die von dem kleinen Boom profitieren wollten. Die Szene war wenig politisiert und existierte eher aus der Lust an Schlägereien und Provokationen. Im weiteren Verlauf der 1980er Jahre löste sich die Skinhead- weitgehend von der Hooligan-Szene. Des Weiteren spalteten sich auch die Skinheads in zwei große politische Lager. Daneben entstand eine so genannte unpolitische Szene.
Anfang der 1990er Jahre, nach der deutschen Wiedervereinigung und ungefähr zeitgleich mit einer Anzahl von rassistischen Ausschreitungen, radikalisierte sich der deutsche Rechtsrock. Waren die Bands der ersten Phase im Vergleich eher verhalten rassistisch, so ergingen sich die Bands der 1990er Jahre in Vernichtungsphantasien, offenen Bekenntnissen zum Nationalsozialismus und sowohl der Verherrlichung als auch der Leugnung des Holocausts. Die bekannteste Band dieser Zeit ist Landser, deren Mitglieder später wegen Bildung einer kriminellen Vereinigung sowie wegen Volksverhetzung und dem Verbreiten von Propagandamitteln verfassungswidriger Organisationen zu Haft- und Geldstrafen verurteilt wurden. Da das Gros der extremen Rechtsrock-Veröffentlichungen rasch indiziert oder beschlagnahmt wurde, versuchten einige Bands, auf strafbare Aussagen, wie offene Mordaufrufe, zu verzichten. Sie zeigten ihre Gesinnung nun weniger offen und ersetzen eindeutige Bekenntnisse durch Chiffren der rechtsextremen Szene.
Mitte der 1990er entwickelte sich Funny Sounds, das Label von Torsten Lemmer, zum größten Vertriebskanal für rechtsextreme Musik. In seiner Autobiografie gibt er an, dass er mit Störkraft etwa 70.000 Einheiten absetzen konnte. Lemmer war in der Szene allerdings umstritten, da er nicht aus dem typischen Skinhead-Milieu entstammte, sondern als moderner Unternehmer auftrat. Nach seinem Ausstieg aus der rechtsextremen Szene tendierte der Rechtsrock zu einer dezentralen Vermarktungsstrategie, weg von den beherrschenden Einzelfirmen. Die Musik wurde nun vermehrt über eine Reihe kleinerer Firmen oder (wie beispielsweise im Falle von Spreegeschwader) direkt über die jeweiligen Bands vertrieben.
Rechtsrock wird zur Werbung Jugendlicher für rechtsextreme und neonazistische Ideologien eingesetzt. In dem so genannten „Projekt Schulhof-CD“ verteilten deutsche Neonazis 2004 mehrere zehntausend Exemplare einer kostenlosen CD mit Stücken bekannter deutscher und internationaler Rechtsrock-Bands in der Nähe von Schulen und Jugendtreffs im gesamten Bundesgebiet, bis dagegen ein bundesweiter Beschlagnahmebeschluss erging. Die NPD griff die Idee wenig später auf und nutzte für verschiedene Wahlkämpfe eigene CD-Produktionen.

## Verbreitung
Christian Dornbusch und Jan Raabe schätzten, dass zwischen der deutschen Wiedervereinigung 1990 und 2006 annähernd 400 deutsche Bands über 1.200 Rechtsrock-Platten veröffentlichten, wobei 2006 allein 114 Neuveröffentlichungen zu verzeichnen waren. Hinzu kommen in den letzten Jahren durchschnittlich 35 Veröffentlichungen ausländischer Bands auf deutschen Labels. Während 1990 lediglich das Kölner Label Rock-O-Rama rechtsextremistische Musik vermarktete, konkurrierten 2006 ca. 50 Firmen, Labels und Vertriebe um deutsche und internationale Bands. Die Auflagenhöhe derartiger Produktionen liegt durchschnittlich bei 3000 Kopien, für die „großen“ Bands des Spektrums liegt diese Zahl unter Umständen jedoch weitaus höher. Bundesweit gab es 2006 mindestens 230, zumeist verdeckt organisierte Konzerte von Bands und Musikern aus den Bereichen Rechtsrock und Hatecore sowie rechtsextremer Liedermacher oder von NSBM-Bands. Der 2010 aktivste Versand ist der V7-Versand, der mehrere Labels und Versandhandlungen aufgekauft hat.
Im Jahre 2021 gibt es laut der Online-Dokumentation rechtsrock.de ungefähr 550 bis 570 rechtsextreme Interpreten im gesamten Bundesgebiet. Die Mehrzahl davon sind Rechtsrock-Bands. Hinzu kommen aktuell noch 106 Unternehmen in der Szene, die rechtes Gedankengut in Bild und Ton vertreiben, darunter alleine 50 Labels und Produzenten von Tonträgern. Die umsatzstärksten Plattenfirmen der rechten Musikszene sind derzeit "Das Zeughaus", "PC Records" sowie "One People One Struggle Records" aus dem klassischen Rechtsrock sowie "Darker Than Black" aus dem NSBM.

## Internationalität
Das Vorkommen rechtsextremer Musik beschränkt sich nicht auf Deutschland. So gilt die britische Neonazi-Band Skrewdriver als Pionier des Rechtsrock. Ihr Sänger Ian Stuart Donaldson war maßgeblich an der Gründung des Blood-and-Honour-Netzwerks beteiligt, dessen Ziel es ist, neonazistische Bands organisatorisch miteinander zu verknüpfen und zu fördern. Auch in Deutschland gibt es eine Division dieses Netzwerks, die trotz ihres Verbots im Jahr 2000 weiterhin aktiv ist. Trotz des extrem nationalistischen Charakters der einzelnen Bands ist die europäische Koordinierung der Szene äußerst intensiv. Deutsche Rechtsrock- und NSBM-Bands, die in Deutschland keine Auftrittsmöglichkeiten haben, spielen meist im benachbarten Ausland. Des Weiteren gibt es einige internationale Kompilationen sowie diverse Split-Veröffentlichungen, die die enge Verzahnung der Rechtsrock-Szene im internationalen Bereich belegen.